# Сен-Дені (Італія)
Сен-Дені (фр. Saint-Denis фр. вимова: [sɛ̃ dəni] ( прослухати); вальд. Sen-Din-ì) — муніципалітет в Італії, у регіоні Валле-д'Аоста.
Сен-Дені розташований на відстані близько 590 км на північний захід від Рима, 18 км на схід від Аости.
Населення — 388 осіб (2014).
Щорічний фестиваль відбувається 9 жовтня. Покровитель — Дионисий Парижский.

## Демографія
Населення за роками:

Станом на 1 січня 2023 року в муніципалітеті офіційно проживало 8 іноземців з 3 країн, серед них 4 громадяни країн Євросоюзу.

## Сусідні муніципалітети
- Анте-Сент-Андре
- Шамбав
- Шатійон
- Понте
- Торньйон
- Веррей